# Isidre Sierra i Fusté
Isidre Sierra i Fusté (Sant Climent de Llobregat, Baix Llobregat, 1971) és un polític català, membre de Junts per Catalunya i alcalde de Sant Climent de Llobregat des del novembre de 2010. També és responsable d'espai agrícola i forestal de l'AMB.
Llicenciat en ciències econòmiques i empresarials per la UNED i tècnic superior en prevenció de riscos laborals, és també bomber voluntari del Parc de Bombers de Sant Climent de Llobregat des de 1992. Després de les eleccions municipals de 2011, és escollit l'alcalde de Sant Climent de Llobregat, càrrec que revalidarà en les eleccions municipals de 2015. El novembre de 2010, però, ja va ocupar el càrrec d'alcalde de la població, prenent possessió del càrrec en un ple extraordinari, substituint al seu soci de govern d'aleshores, l'independent Domènec Tugas, com a fruit dels acords subscrits per CiU, PSC i la Unitat Local Independent (ULI) al 2009 per tal de resoldre la crisi de govern que va originar la sortida de quatre regidors de l'equip municipal d'aleshores.
Forma part del Consell de Coordinació del PDCat, com a encarregat dels temes de l'Àrea Metropolitana de Barcelona. L'octubre de 2015 és nomenat membre del Consell de Direcció del Servei Públic d'Ocupació de Catalunya a proposta de l'Associació Catalana de Municipis i Comarques. El 2016 va presentar la seva candidatura per a presidir el Partit Demòcrata de Catalunya al Baix Llobregat, tot i que finalment no fou escollit. El 2014 és un dels participants a la pel·lícula documental "L'endemà" d'Isona Passola, com a representant del Baix Llobregat.
Des d'octubre de 2024 és encarregat de liderar l’estratègia del País en Xarxa i àmbit metropolita del seu partit.